# Château de Saint-Pierre-de-Semilly
Le château de Saint-Pierre-de-Semilly est une demeure du XVIe siècle qui se dresse sur le territoire de la commune française de Saint-Pierre-de-Semilly, dans le département de la Manche, en région Normandie. Le château, propriété privée, non ouvert à la visite, est inscrit au titre des monuments historiques.

## Localisation
Le château est situé à l'entrée du village, près de l'église Saint-Pierre de Saint-Pierre-de-Semilly, à proximité de Saint-Lô, dans le département français de la Manche.

## Historique
La demeure a été élevée à côté des ruines d'un antique château vraisemblablement construit au XIe siècle et qui fut rasé après la guerre de Cent Ans. C'est probablement Jean de Semilly qui construisit la première forteresse et signa, en 1096, en qualité de témoin, une charte d'Odon, évêque de Bayeux et demi-frère de Guillaume II de Normandie, en faveur du monastère Saint-Bénigne de Dijon.
Plusieurs chartes des rois Henri Ier Beauclerc, Henri II Plantagenêt et Richard Cœur de Lion sont datées de Semilly. Dans le milieu du XIIIe siècle, Saint Louis donna la seigneurie à titre de ferme perpétuelle à Charles de Parfouru.
En 1330, le mariage de Jeanne de Parfouru, fille et héritière de Richard, avec Jean III de Mathan, fait passer le domaine dans cette famille qui en est, à ce jour, toujours propriétaire.
Le château actuel de style Renaissance a été construit en 1569 par Georges de Mathan, gouverneur de Saint-Lô et son épouse Claude des Asses. Il fut remanié en 1766 et restauré après les dégâts occasionnés par la Seconde Guerre mondiale.

## Description
Le château se présente sous la forme d'un logis rectangulaire du XVIe avec une tour octogonale au fond d'une cour, de communs et d'un imposant pavillon d'entrée armorié percé de portes charretière et piétonne, est coiffé d’une haute toiture en ardoise à quatre pans.
La demeure du XVIe siècle avec son logis principal tournée vers le sud, se compose d'un bâtiment haut de deux étages sur un entresol. Il est coiffé d'une toiture très pentue découpée de hautes lucarnes à fronton et de fortes souches de cheminées.
Dans l'axe de la façade, un escalier monte vers une terrasse à balustrade qui courre sur toute la longueur du logis. La cour d'honneur vers la route est fermée par l'aile des communs en retour. 
Au nord, à l'intérieur du mur d'enceinte se dresse une terrasse sur l'ancien rempart du château ainsi qu'une prairie et un verger de pommiers.

## Protection
Le château est inscrit aux monuments historiques par arrêté du 19 décembre 1944.

### Sources
- Document émis par la DREAL de Basse-Normandie.